# Американ-Каньон

Слева — округ Напа на карте штата Калифорния, справа — город Американ-Каньон на карте округа Напа.

Американ-Каньон (англ. American Canyon, рус. Американский каньон) — город в округе Напа, штат Калифорния, Область залива Сан-Франциско, США.

## География, климат
Американ-Каньон расположен в южной части округа. С запада ограничен рекой Напа, с юга вплотную граничит с городом Вальехо, с востока к нему спускаются подножия небольшого горного массива с наивысшей точкой 339 метров над уровнем моря. Чуть севернее Американ-Каньона находится неинкорпорированная коммуна Мидлтон, там же расположен и ближайший аэропорт. Через город проходит автодорога SR 29, чуть юго-восточнее города — автомагистраль I-80.

Площадь города составляет 12,55 км², из которых 0,02 км² (0,17 %) занимают открытые водные пространства.
Американ-Каньон находится в зоне средиземноморскиого климата (Csb по Кёппену). Среднегодовая температура воздуха в городе — 13,6°С, максимальная зарегистрированная — 41,1°С, минимальная — −5,6°С. Самый тёплый месяц в году — август со средней температурой 18,4°С, самый холодный — декабрь (7,4°С). В год на город выпадает в среднем 442 мм дождя: самый дождливый месяц — январь (83,8 мм, 9 дождливых дней в месяц), самый сухой — июнь (2,5 мм).

## История
В 1855 году на место будущего города прибыли первые переселенцы, они основали здесь поселение, которое неофициально называли Напа-Джанкшен. В 1870 году посёлок юридически отошёл от округа Солано округу Напа. В 1900—1903 годах неподалёку был построен цементный завод, его владелец начал строить дома для своих сотрудников. В 1923 году название Напа-Джанкшен для поселения было оформлено юридически. В 1948 году в состав городка вошла неинкорпорированная территория Макнайт-Акрс, в 1952 году — ещё одна, Ранчо-Дел-Мар. В 1954 году заработало собственное пожарное подразделение. В следующем году была подана первая заявка на получение статуса «город» (city), но она была отклонена. В 1962 году последовала повторная заявка, но и она была отклонена.
1 января 1992 года поселение с третьей попытки было инкорпорировано о статусом «город» (city). В 1994 году в Американ-Каньон заработала Торговая палата.
В 2010 году в городе открылась первая старшая школа.
24 августа 2014 года Американ-Каньон подвергся удару землетрясения магнитудой 6, эпицентр находился в 6 километрах к северо-западу от города.

## Демография
За десять лет, с начала XXI века до 2010 года, население Американ-Каньона увеличилось почти в два раза. Точных данных о численности города до этого времени нет, так как он был инкорпорирован лишь в 1992 году.
2010 год
По переписи 2010 года в Американ-Каньоне проживали 19 454 человека, было 5657 домохозяйств, 4613 семей. Расовый состав: белые — 38,9 %, негры и афроамериканцы — 7,9 %, коренные американцы — 0,7 %, азиаты — 32,9 %, уроженцы тихоокеанских островов — 0,9 %, прочие расы — 12,1 %, смешанные расы — 6,6 %, латиноамериканцы (любой расы) — 25,7 %.

В 49,6 % домохозяйств проживали дети младше 18 лет; 62,3 % домохозяйств представляли собой разнополые супружеские пары, живущие совместно, 13,3 % — женщин — глав семьи без мужа, 5,9 % — мужчин — глав семьи без жены, 5,2 % — разнополые пары, не состоящие в официальном браке, 0,7 % — однополые пары, официально зарегистрированные или просто сожительствующие.

Средний размер домохозяйства составлял 3,43 человека, семьи — 3,78 человека.

28,3 % населения города составляли дети младше 18 лет, 9,1 % горожан были в возрасте от 18 до 24 лет, 26,9 % — от 25 до 44 лет, 26,2 % — от 45 до 64 лет и 9,6 % были старше 65 лет. Средний возраст горожанина составлял 35,5 лет. На 100 лиц женского пола приходилось 96 лиц мужского, при этом на 100 совершеннолетних женщин приходилось уже 92,6 мужчин сопоставимого возраста.
2012 год
По оценкам 2012 года средний доход домохозяйства составил 82 386 долларов в год, при среднем показателе по штату 58 328 долларов; доход на душу населения — 26 206 долларов в год.
2013 год
По оценкам 2013 года в Американ-Каньоне проживали 20 208 человек, 47,1 % мужского пола и 52,9 % женского. Средний возраст горожанина составил 35,5 лет, при среднем показателе по штату 32,1 лет.

О происхождении своих предков жители города сообщили следующее: ирландцы — 6,1 %, немцы — 5,1 %, англичане — 3,7 %, голландцы — 1,9 %, итальянцы — 1,7 %.

Опрос жителей старше 15 лет показал, что 30,3 % из них не состоят в браке и никогда в нём не были, 53,8 % состоят в браке и живут совместно, 2 % состоят в браке, но живут раздельно, 5,3 % вдовствуют и 8,5 % находятся в разводе.

30,7 % горожан были рождены вне США, при среднем показателе по штату 27,1 %.
2014 год
По состоянию на июнь 2014 года безработица в городе составила 4,7 %, при среднем показателе по штату 7,3 %.
Главные работодатели города — Owens Corning Masonry Products и Mezzetta (штаб-квартира в Американ-Каньоне с 1997 года).